# ニコラス・オリベラ
アンドレス・ニコラス・オリベラ（Andrés Nicolás Olivera, 1978年5月30日 - ）は、ウルグアイ・モンテビデオ出身の元サッカー選手。元ウルグアイ代表。現役時代のポジションはミッドフィールダー。

## 経歴

### クラブ
1996年にウルグアイのデフェンソール・スポルティングでプロキャリアをスタートさせ、その後セビージャFC、コルドバCF、レアル・バリャドリード、クルブ・ネカクサ、CFアトラスなどでプレーし、2008年にプエブラFCに移籍した。2016年に引退するまでの20年間で、リーグ戦で通算500試合に出場した。

### 代表
ウルグアイ代表としては、1997年12月13日に行われたFIFAコンフェデレーションズカップ1997のアラブ首長国連邦戦で代表デビューした。また2002 FIFAワールドカップにも出場した。U-20代表としても1997 FIFAワールドユース選手権に出場し最優秀選手に選ばれた。

## 代表歴

### 出場大会
- ウルグアイ代表
  - 2002 FIFAワールドカップ

### 試合数
- 国際Aマッチ 28試合 8得点（1997年-2006年）[1]

| ウルグアイ代表 | 国際Aマッチ | 国際Aマッチ |
| 年             | 出場        | 得点        |
| -------------- | ----------- | ----------- |
| 1997           | 4           | 2           |
| 1998           | 1           | 1           |
| 1999           | 2           | 0           |
| 2000           | 9           | 3           |
| 2001           | 5           | 2           |
| 2002           | 4           | 0           |
| 2003           | 0           | 0           |
| 2004           | 0           | 0           |
| 2005           | 0           | 0           |
| 2006           | 3           | 0           |
| 通算           | 28          | 8           |